# Томас, Петрия
Петрия Энн Томас (англ. Petria Ann Thomas, род. 25 августа 1975 года, Лисмор, Австралия) — австралийская пловчиха, трёхкратная олимпийская чемпионка 2004 года, многократная чемпионка мира и Игр Содружества.

## Биография
В сборную Австралии по плаванию попала в 17 летнем возрасте, и в 1993 году выиграла первую награду на чемпионате мира в Мальорке, бронзовую медаль в заплыве на 200 метров баттерфляем. В 1994 году приплыла первой в двух заплывах в рамках Игр Содружества, на 100 метров баттерфляем и эстафетном заплыве 4×100 комплексным плаванием. 
На первой для себя Олимпиаде довольствовалась лишь одной серебряной наградой в заплыве на 200 метров баттерфляем. На Играх Содружества 1998 года выиграла ещё две золотые награды. К Олимпийским играм 2000 года Томас подошла в хорошей форме, однако и на этих Играх выиграть золотые медали ей не удалось, в эстафетных заплывах 4×100 комплексным плаванием и 4×200 вольным стилем спортсменка выиграла серебряные награды, а в заплыве на 200 метров баттерфляем взяла бронзу. 
В 2001 году спортсменка стала трёхкратной чемпионкой мира, победив в Японии в заплывах на 100, 200 и эстафетном заплыве 4×100 метров баттерфляем. В 2002 году на Играх Содружества, Петрия выигрывает очередные пять золотых наград, в этом же году спортсменка становиться чемпионкой мира на короткой воде, добившись победы в заплыве на 200 метров в рамках чемпионата мира в Москве. 
Олимпийские игры 2004 года в Афинах стали для спортсменки триумфальными, Петрия Томас выиграла 3 золотые олимпийские награды, став одной из главных героинь Олимпиады. После завершения игр спортсменка ушла из большого спорта. 
В 2005 году она написал автобиографическую книгу «Плывущая против течения», описывающую спортивный путь спортсменки. Награждена медалью ордена Австралии. Замужем. В 2006 году родила сына, проживает с семьей в Канберре.